# Dichochrysa myassalandica
Dichochrysa myassalandica is een insect uit de familie van de gaasvliegen (Chrysopidae), die tot de orde netvleugeligen (Neuroptera) behoort. 
Dichochrysa myassalandica is voor het eerst wetenschappelijk beschreven door Navás in 1914.